# Joseph Dück
Joseph Dück magyaros névalakban Dück József (Brassó, 1814. január 12. – Brassó, 1883. január 9.) evangélikus lelkész.

## Élete
A brassói gimnáziumban tanult, azután három évig a Berlini Egyetem és a bécsi protestáns teológiai intézet hallgatója volt. Visszatérvén szülővárosába, a gimnáziumban tanított. 1838. március 30-án vette nőül Joseph Trausch Josephine nevű lányát. 1852-ben a brassói külváros lelkésze lett és innét 1862. október 19-én Feketehalomra (Zeiden) választották meg lelkésznek. Ő volt a kezdeményezője 1874-ben a feketehalmi „Schulfest” nevű ünnepségnek, amelyet azóta is évente megtartanak. Megírta a település monográfiáját (Zeidner Denkwürdigkeiten). Kevéssel nyugalomba vonulása után meghalt.

## Munkái
- Geschichte des Kronstädter Gymnasiums. Eine Festgabe zur dritten Säcularfeier desselben. Nebst dem Honterusichen Reformationsbüchlein und einigen Briefen aus der Reformations-Zeit, als Zugabe. Kronstadt, 1845. (Az erdélyi szász honismereti társaság által jutalmazott munka. Ism. Teutsch G. D. a Transilvania 1845. 87. sz., Kemény József gróf a Kurz, Magazin I. 380. l., Benigni József az Österr. Blätter für Literatur und Kunst 1845. 144. sz. és Döbrentei Gábor a Budapesti Híradóban 1846. 340. sz.).
- Zeidner Denkwürdigkeiten von anno 1335 bis 1847. 1877.

Több alkalmi beszéde jelent meg a Kronstädter Zeitungban és abból különnyomatokban is.